# Королёв, Михаил Васильевич
Михаил Васильевич Королёв (3 ноября 1903, Важины, Подпорожский район — 30 сентября 1968, Ленинград) — советский инженер-контр-адмирал, начальник Севастопольского высшего военно-морского инженерного училища, участник Великой Отечественной войны.

## Биография
Михаил Васильевич Королёв родился 3 (16) декабря 1903 года в селе Важины (Подпорожский район Ленинградской области).
Военную службу начал в 1923 году краснофлотцем 1-го Балтийского флотского экипажа.
После окончания в 1925 году электроминной школы Балтийского флота служил минёром на минном заградителе «Нарова» (с 1924 «25 Октября»).
В мае 1926 года был откомандирован на подготовительные курсы при Военно-морском училище им. М. В. Фрунзе, после окончания которых в октябре 1926 года был принят в Военно-морское инженерное училище.
После окончания училища, с апреля по август 1931 года служил младшим механиком на линкоре «Октябрьская революция», а затем до 1934 года — командиром машинной группы линкора «Марат».
В 1934—1935 годах учился на курсах усовершенствования инженер-механиков-электриков при ВВМИУ имени Дзержинского, по окончания которых был назначен командиром электромеханической группы, а в 1936 году — командиром дивизиона движения линкора «Марат». В 1937 году был назначен командиром электромеханического сектора линкора «Октябрьская Революция» Краснознаменного Балтийского флота.
В сентябре 1938 года переведён на Черноморский флот на должность командира БЧ-5 линкора «Парижская Коммуна». В этой должности вступил в Великую Отечественную войну. Участвовал во всех операциях и походах линкора.
В декабре 1943 года назначен флагманским инженер-механиком Черноморского флота, в этой должности прослужил до 1952 года.
24 мая 1945 года М. В. Королёву было присвоено звание инженер-контр-адмирал.
В апреле 1952 года назначен первым начальником 3-го Высшего Военно-Морского Инженерного Училища.
В марте 1954 года откомандирован в распоряжение Главного Штаба ВМС и в декабре того же года назначен военным советником в Польскую Народную Республику.
В августе 1955 года из-за болезни инженер-контр-адмирал М. В. Королев был уволен из рядов Военно-Морского Флота.
Умер 30 сентября 1968 года в Ленинграде, похоронен на Сестрорецком кладбище.

## Награды
- Орден Ленина (1949)
- Орден Боевого Красного знамени (1944, 1945)
- Орден Отечественной войны 1 степени (1945)
- Орден Красной Звезды (1942)
- Именным оружием (1953)
- Медалями